# エンジェルブルー
ANGELBLUE（エンジェルブルー）は、ナルミヤ・インターナショナルのファッションブランド。

## 概要・歴史
1989年9月発表。メインキャラクターは「ナカムラくん」。主に小学校高学年から中学生にかけてのプレティーンからローティーン層にあたる女子児童をターゲットとしている。2010年までは百貨店内のナルミヤ専門店で販売されており、1990年代後半から2000年代後半にかけての最盛期は「メゾ・ピアノ」と共に同社の子供服を代表する主力ブランドであった。2000年代初頭には、当時の人気アイドルグループ 「ミニモニ。」メンバーの加護亜依が好んで着用したことで親子の双方から注目され、子供服にしては高額であるにもかかわらず大人気となった。
2004年8月には更に低年齢層向けの子供服ANGEL BLUE KIDS、2005年3月には上位ブランドであるスーパーレーベルの展開を開始した。
「ミニモニ。」ブームが一巡した2000年代後半には販売が落ち込んだことから、2010年秋冬シーズンをもって百貨店におけるブランド展開を終了した。その後2011年秋からスーパー最大手のイオンのうち大型店150店舗へ販路を切り替えたうえでブランドを再開する事を発表し、同年の秋冬シーズンからイオンのプライベートブランド（PB）商品として販売が開始された。中国で生産し、販売価格は2980円～3980円程とスーパーで販売されている他の子供服よりはやや高価ながらも、百貨店で販売されていた頃の半額以下に設定されている。
2007年から2009年にかけて講談社の小中学生向け少女漫画誌『なかよし』において本ブランドとタイアップをした『夢みるエンジェルブルー』が掲載された。
2016年9月14日から24日に阪急百貨店うめだ本店にてポップアップストアを開催。デザインにも現代的なアレンジがされており、親子でのコーディネートを想定してベビー、トドラーサイズとレディースS・Mサイズで展開された。
2019年6月にリットーミュージックの音楽系エンタメサイト『耳マン』と協力し、復刻Tシャツ、復刻サコッシュ、復刻スマホリングを大人向けアパレルアイテムとして復刻した。同年11月には第2弾アイテムとして、ロングスリーブTシャツ、キャップ、ソックスが展開されている。

## イメージキャラクター
- 榎本亜弥子、佐藤麻奈、蒼井優（2001年）
- 蒼井優、田代友里恵（2002年）
- ピポ☆エンジェルズ（2003年9月 - ）
- ベッキー（2005年10月 - ）
- 浅野由来音（2009年）
- 田尻あやめ、森高愛（2010年）